# 대학 (책)
《대학》(大學)은 사서오경의 하나인 유교 경전이다. 본래 《예기》(禮記)의 제42편이었으나, 송나라 시대에 성리학이 확립되면서 사서의 하나로 받아들여졌다.

## 전승
《대학》의 원작자에 대해서는 정설이 없는데, 주희는 경문 1장을 증자가 지었고, 전문 10장을 증자의 문인이 해설했다고 주장하였다. 이것은 대학의 본문중 증자왈로 시작되는 문구로 기인한 주희 개인의 추측에 의한 단정이였을 뿐이다
경문은 성인이 직접 언급한 진리, 전문은 성인에 버금가는 현인이 경문을 정리한 것이라는 의미이다. 삼강령을 밝힌 부분을 경문으로, 팔조목을 밝힌 부분을 전문으로 보았다. 주희는 사서체제를 정립하면서 공자(논어) -> 증자 -> 자사(중용) -> 맹자(맹자)의 도통이 필요했고 이 과정에서 대학을 증자의 저서라 하진 못하더라도 증자와 관계있는 책으로 만들었다.
그러나 고고학적 성과인 곽점초묘 죽간의 발견으로 자사의 문인들이 작성했을 것이라는 견해가 대세가 되었고 자사나 그의 문인들이 저술한 중용을 계승하고 있다는 주장이 받아들여지고 있는 추세이다
그리고 사서의 시대적 저작 시기도 논어-중용-대학-맹자 순으로 이어진다고 보고 있다
주희가 정이의 설을 따라 3강령 중 ‘親民’을 ‘新民’으로 고치고, 본래 있던 성의·정심·수신·제가·치국·평천하 조 앞에 격물과 치지의 장을 새로 지어 보망(補亡)한 8조목을 만든 이래, 송대 성리학을 존숭하는 이들과 고본 《대학》에 충실하고자 하는 이들 사이에 수많은 논란이 있었다. 왕수인은 ‘친민’이 옳다고 하여 고본 《대학》을 따랐으니, 주자학과 양명학의 차이점 가운데 하나가 된다. 주희는 사서를 대학, 논어, 맹자, 중용의 순으로 읽으라 할 정도로 대학을 중요시했다.
현대 학자들의 견해는 주희는 그가 정의하여 해석한 고전의 시각으로 공자와 맹자를 정의하려 했다면 왕수인은 공자와 맹자의 시각으로 고전을 해석하려 했다는 점이 다르다고 말한다
개인의 시각이냐 공맹의 생각으로 바라보는 시각이냐가 다를뿐이다

## 내용
《대학》은 자기 수양을 완성하고 사회 질서를 이루는 과정을 일목요연하게 이론적으로 보여 주고 있다. ‘대학’(大學)이라는 의미는 통치자의 학문이라는 설과 인격자의 학문이라는 설로 나눌 수 있다. 주자는 《대학》이 소학(小學)을 마치고 태학(太學)에 입학하여 처음 배우는 개설서라고 했는데, 오늘날 대학교의 기본 교양 교재와 같은 성격이라고 말할 수 있다.
《대학》은 유가의 주요 사상을 체계적으로 설명하고 있다. 그 내용을 요약하면 수기치인(修己治人), 곧 자신을 수양한 후에 백성을 다스리라는 것이다. 즉 사회의 지도자는 먼저 자기 자신을 수양하고 책임과 의무를 다한 후에 이를 주변 사회로 넓혀 나가야 한다는 것이다. 이러한 내용을 삼강령과 팔조목에 담아 내었다.

### 삼강령
- 명명덕(明明德) : 자신의 밝은 덕을 밝게 드러내야 한다.
- 신민(新民) : 자신의 밝은 덕으로 백성을 새롭게 한다.

고본 《대학》에 수록된 용어는 친민(親民) : 백성과 친하게 된다.
- 지어지선(止於至善) : 최선을 다하여 가장 합당하고 적절하게 처신하고 행동한다.

### 팔조목
- 격물(格物) : 세상 모든 것의 이치를 찬찬히 따져보는 것 → 고본 《대학》에는 없는, 주희가 새로 지어 넣은 조목
- 치지(致知) : 지식과 지혜가 극치에 이르게 하는 것 → 고본 《대학》에는 없는, 주희가 새로 지어 넣은 조목
- 성의(誠意) : 의지를 성실히 다지는 것
- 정심(正心) : 마음을 바로 잡는 것
- 수신(修身) : 자신을 수양하는 것
- 제가(齊家) : 집안을 화목하게 이끄는 것
- 치국(治國) : 나라를 잘 다스리는 것
- 평천하(平天下) : 세상을 화평하게 하는 것

## 같이 보기
- 《소학》
- 〈존사〉(尊師): 《여씨춘추》의 〈맹하기〉에 수록
- 〈학기〉(學記): 《예기》에 《대학》과 함께 수록
- 〈치지재격물론〉(致知在格物論) : 사마광 저
- 〈대학고본서〉(大學古本序), 〈대학문〉(大學問) : 왕양명 저